# Lhaki Dolma
Lhaki Dolma est née en 1979 dans le district de Punakha, l'un des 20 dzongkhags qui constituent le Bhoutan. C'est une actrice et une femme politicienne bhoutanaise qui est membre du Conseil national du Bhoutan depuis mai 2018.

## Études
Lhaki Dolma a étudié à l'école Semtokha Rigzhung, une école d'études culturelles et religieuses. Elle a ensuite obtenu un baccalauréat en langue et culture du College of Language and Culture Studies de l'Université royale du Bhoutan. Elle est également titulaire d'un diplôme de troisième cycle (PG) en gestion du développement du Royal Institute of Management (RIM) de Thimphu.

## Carrière au cinéma
Elle a joué dans dix-huit films dans une carrière cinématographique alors  qu'elle fréquentait sa dernière année du lycée - obtenant le rôle principal dans Chepai Bhu (fils bien-aimé). Sa performance dans Chepai Bhu lui a valu le prix de la meilleure actrice aux premiers National Film Awards en 2002.

## La fonction publique
Lhaki Dolma a réussi aux concours de sélection dans la fonction publique. Elle a travaillé dans le ministère de l'Agriculture et des Forêts. Cependant, elle a quitté ses fonctions dans le gouvernement au bout de trois ans pour poursuivre une carrière cinématographique. Quoique sa titularisation dans la fonction publique lui garantissait un avenir certain, elle a repris une vie d'actrice et elle  a également commencé à  produire et réaliser des longs métrages.

## Carrière politique
Lhaki Dolma fut sollicitée en raison de sa popularité par tous les partis politiques lors des élections de 2013. Cependant, elle a choisi le Conseil national non partisan - la Chambre haute du Parlement représentant son district natal de Punakha, l'un des 20 dzongkhags qui constituent le Bhoutan. Sa capitale, nommée également Punakha, était autrefois la capitale d'hiver du royaume du Bhoutan. Elle est très proche de sa circonscription d'origine et effectue des visites fréquentes, principalement en raison de la proximité de la capitale, Thimphu, où elle a son bureau avec d'autres parlementaire.

## Filmographie
| Années | Titre                   | Notes                                                                     | Réf   |
| ------ | ----------------------- | ------------------------------------------------------------------------- | ----- |
| 2001   | Chepai Bu               | Debut au cinéma (meilleure actrice récompensée au "National Film Awards") | [ 3 ] |
| 2006   | Euchung Lhamo           |                                                                           | [ 3 ] |
| 2008   | Seday                   | Meilleure actrice aux "National Film Awards"                              | [ 3 ] |
| 2009   | Bardo                   |                                                                           | [ 3 ] |
| 2009   | Sha Dha Simo            | Productrice du film (Best Film at the National Film Awards)               | [ 3 ] |
| 2010   | Yee Thro Lhamo          |                                                                           | [ 3 ] |
| 2012   | Lue Dang Sem            | Productrice du film (Best Writer-Lyricist at the National Film Awards     | [ 3 ] |
| 2012   | Sa Dha Nam              |                                                                           | [ 3 ] |
| 2014   | Choegyal Drimed Kuenden |                                                                           | [ 3 ] |
| 2016   | Lekzin                  |                                                                           | [ 3 ] |
| 2016   | Hum Chewai Zamling      | Dernier film                                                              | [ 3 ] |